# Słowo (matematyka)
Słowo nad danym zbiorem {\displaystyle A} (alfabetem) – ciąg elementów danego alfabetu. Każdego słowo długości {\displaystyle i} (nazywane też czasem i-słowem) jest elementem iloczynu kartezjańskiego {\displaystyle A^{i}.} Nad alfabetem {\displaystyle A} istnieje {\displaystyle |A|^{i}} słów (intuicyjnie – konstrukcja i-słowa nad alfabetem o liczności a może przebiec następująco: na {\displaystyle a} sposobów wybiera się pierwszą literę słowa, dla każdego z tych wyborów można dokonać {\displaystyle a} różnych wyborów drugiej litery itd.) o długości {\displaystyle i.}

## Przykład
Niech dany będzie alfabet {\displaystyle A=\{0,1\}.} Istnieje dokładnie 8 3-słów nad tym alfabetem:
- 000
- 001
- 011
- 111
- 110
- 100
- 101
- 010